# خریدن عروس

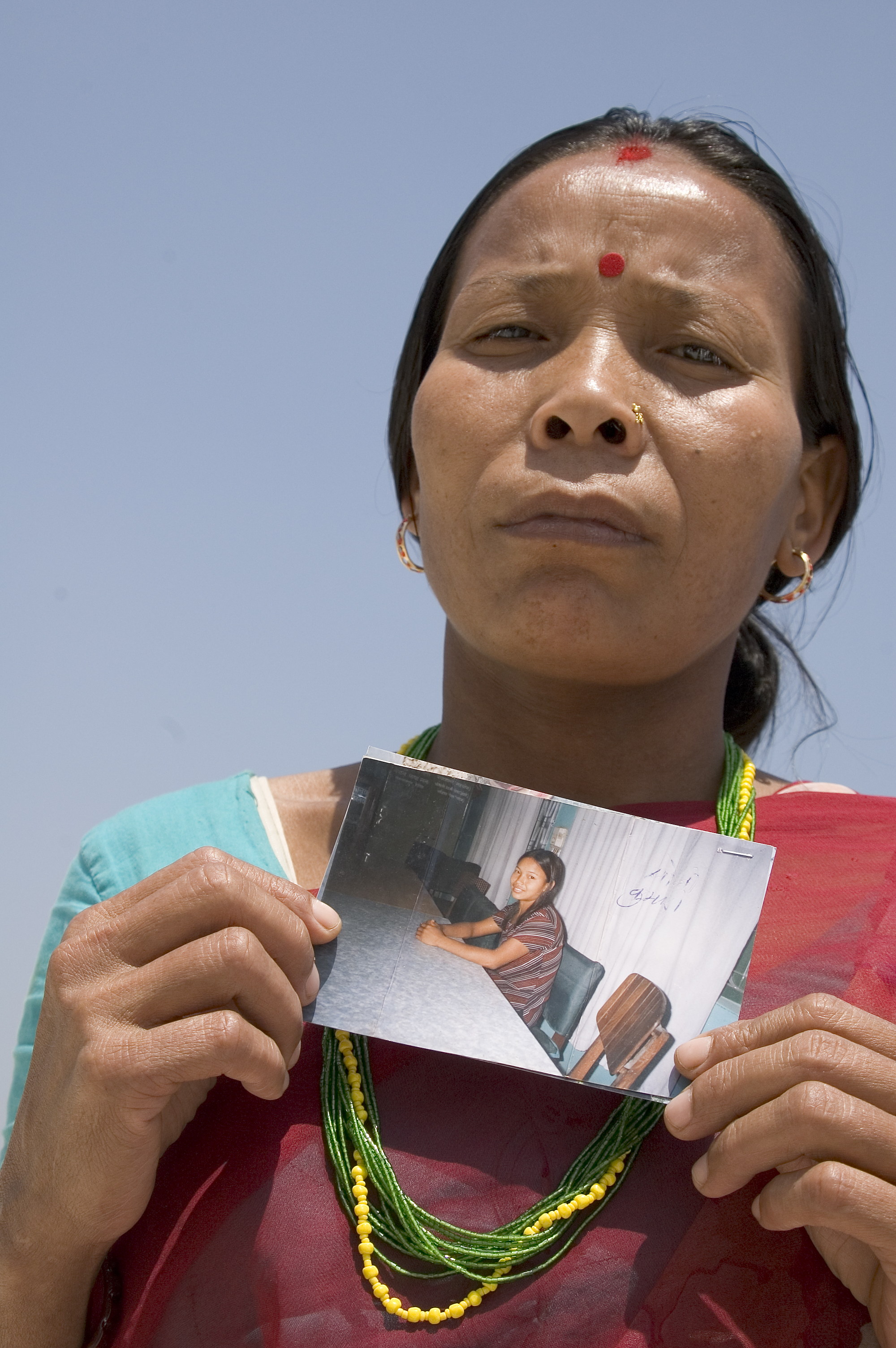
این مادر، ناامید از روستای خود در نپال به بمبئی هند سفر کرده به این امید که دختر نوجوانش را که به یک فاحشه‌خانه هندی قاچاق شده بود، بیابد و نجات دهد. (دختران نپالی به دلیل پوست روشن خود مورد توجه قرار می‌گیرند و با وعده‌های شغلی خوب و فرصتی برای بهبود زندگی، اغوا می‌شوند.) این مادر گفت:«من در بمبئی خواهم ماند تا زمانی‌که دخترم را پیدا کنم یا بمیرم. من بدون او این‌جا را ترک نمی‌کنم.» (۲۰۰۵)

خریدنِ عروس به تجارت یا خریدِ یک عروس و دارایی شمردنِ وی و در صورتِ لزوم، بازفروختنِ وی گفته می‌شود. خریدن یا سفارش دادنِ عروس، در بخش‌هایی از کشورهایی مانند هند و جمهوری خلق چین، کره شمالی، ویتنام و بخش‌هایی از آفریقا  نوعی  از ازدواج مصلحتی است اما در بسیاری از کشورهای جهان، غیرقانونی است.